# ايتور هيرنانديز
ايتور هيرنانديز (بالإسبانية: Aitor Hernández)‏ ولد بتاريخ 24 يناير 1982 في إيرموا، إسبانيا، هو دراج إسباني في صنف سباق الدراجات على الطريق.

## روابط خارجية
- ايتور هيرنانديز على موقع الاتحاد الدولي للدراجات (الإنجليزية)
- ايتور هيرنانديز على موقع أرشيف الدراجات (الإنجليزية)
- ايتور هيرنانديز على موقع إحصائيات الدراجات الإحترافية (الإنجليزية)
- ايتور هيرنانديز على موقع نسبة الدراجات (الإنجليزية)
- ايتور هيرنانديز على موقع CycleBase (الإنجليزية)